# Белл (округ, Техас)
О́круг Белл (англ. Bell County) — округ штата Техас Соединённых Штатов Америки. На 2000 год в нём проживало 237 974 человек. По оценке бюро переписи населения США в 2008 году население округа составляло 285 084 человек. Окружным центром является город Белтон.

## История
Округ Белл был сформирован в 1850 году из части округа Мейлем. Он был назван в честь Питера Хансборо Белла, третьего губернатора Техаса.